# Stéphane Grégoire

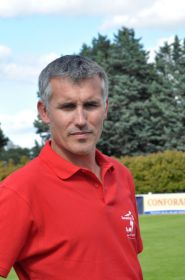
Stéphane Grégoire

Stéphane Grégoire (* 2. Februar 1968 in Thouars) ist ein ehemaliger französischer Fußballspieler und späterer -trainer. Nachdem ihm 29-jährig der Sprung in den Profifußball geglückt war, verbrachte er bis 2007 zehn Jahre in den höchsten beiden Ligen Frankreichs.

## Spielerkarriere

### Zeit als Amateur (bis 1997)
In der Jugend begann Grégoire das Fußballspielen bei einem kleinen Verein aus Bressuire in seiner westfranzösischen Heimatregion. Ab 1984 trug er das Trikot des CS Cheminots Thouars und erreichte bei diesem die Aufnahme in die erste Mannschaft, für die er meist in der Abwehr zum Einsatz kam. 1994 gelang der Aufstieg in die dritthöchste Spielklasse, die allerdings noch zum Amateurbereich zählte. Grégoire war zu dieser Zeit parallel im Jugendbereich tätig. 1996 kam es zu einer wichtigen Wende in seiner Laufbahn, als er überraschend einen im nachfolgenden Jahr beginnenden Profivertrag beim Erstligisten Stade Rennes unterschrieb.

### Durchbruch beim Erstligisten Rennes (1997–2002)
Zur Spielzeit 1997/98 rückte der 29 Jahre alte Spieler in den Kader von Rennes auf, womit er in außergewöhnlich hohem Alter zum Profi wurde. Am 2. August 1997 debütierte er bei einer 0:1-Niederlage gegen den FC Toulouse in der obersten Spielklasse des Landes. Im defensiven Mittelfeld erkämpfte sich der Neuling einen Stammplatz und spielte dort zumeist an der Seite von Yoann Bigné. Sportlich musste die weitgehend neu formierte Mannschaft gegen den Abstieg kämpfen und erreichte am Ende seiner ersten Saison nur knapp den Klassenerhalt. Daran anschließend wurde mit Paul Le Guen ein neuer Trainer verpflichtet, der Grégoire das Amt des Mannschaftskapitäns anvertraute. Unter ihm belegte Rennes 1999 den fünften Tabellenrang. Die daraus resultierende Möglichkeit, sich über den Intertoto Cup für den europäischen Wettbewerb zu qualifizieren, wurde letztlich nicht genutzt.
Die nachfolgenden Jahre in der Liga verliefen hinsichtlich des Abschneidens der Mannschaft wechselhaft. Für Grégoire stellte sich ab der Saison 2000/01 die hohe Zahl an Konkurrenten um einen Stammplatz als Problem dar, weswegen er trotz regelmäßiger Einsätze nicht mehr unumstrittener Teil der Stammelf war. Nachdem Christian Gourcuff 2001 das Traineramt übernommen hatte, wurde es für den damals 33 Jahre alten Spieler noch schwerer, sich zu behaupten. Aufgrund dessen verließ er Rennes im Sommer 2002 nach fünf Jahren und unterschrieb beim ebenfalls der ersten Liga angehörenden AC Ajaccio.

### Letzte Profijahre in Ajaccio und Dijon (2002–2007)
Bei Ajaccio von der Insel Korsika konnte er trotz seines verhältnismäßig hohen Alters einen Stammplatz einnehmen und musste mit seiner Mannschaft gegen den Abstieg aus der höchsten Spielklasse kämpfen. Nachdem der Klassenerhalt zwei Mal gelungen war, wechselte er im Vorfeld der Spielzeit 2004/05 zum Zweitligisten FCO Dijon. Auch dort war er in der Regel Bestandteil der ersten Elf und ordnete sich mit seinen Kollegen stets in der oberen Tabellenhälfte ein, ohne jedoch den Aufstieg schaffen zu können. 2007 beendete er mit 39 Jahren nach 218 Erstligapartien mit elf Toren sowie 91 Zweitligaspielen mit drei Treffern seine aktive Laufbahn.

## Trainerlaufbahn
Unmittelbar nach dem Ende seiner Karriere als Spieler kehrte Grégoire 2007 in den Amateurbereich zurück, um beim Viertligisten US Orléans den Beruf des Trainers auszuführen. Diesen Posten behielt er für zwei Jahre. Von 2010 bis 2014 trainierte er die erste Mannschaft des unterklassigen Klubs USM Saran.